# Карельський національний округ
Карельський національний округ — територія з особливим статусом в складі Калінінської області, РРФСР, СРСР, існувала у 1937—1939 роках, в місцях компактного проживання тверських карел. Адміністративний центр — Лихославль Населення округу складало 170000, з яких 65 % тверські карели (95 000)

## Історія
Карельський національний округ було створено 9 липня 1937 указом Центрального Виконавчого Комітету СРСР. До складу округу увійшли райони Калінінської області — Лихославський (з адміністративним центром у місті Лихославль), Максатихинський (райцентр — Максатиха), Рамешківський (райцентр — Рамешки), і Новокарельський (райцентр — Толмачі) райони, а також новостворений Козловський район (райцентр — Козлове). Поза округом залишилися карели Весьєгонського, Сандовського, Краснохолмського, Зубцовського, Сонковського, Молоковського, Вишнєволоцького і Есеновицького районів, на території яких проживало тоді 26 600 карел.
7 лютого 1939 округ було скасовано, і райони були підпорядковані Калінінській області
Під час наступних змін в адміністративних підрозділів, Новокарельський район було розділено між Лихославським і Спировським районами, а Козловський район було розділено між Спировським і Максатихинським районами

## Ресурси Інтернету
- Карельский национальный округ в энциклопедическом справочнике Тверской области[недоступне посилання з квітня 2019]
- А. Н. Головкин «Карельский национальный округ»